# Souvignargues
Souvignargues település Franciaországban, Gard megyében. Lakosainak száma 932 fő (2022. január 1.). Souvignargues Aujargues, Calvisson, Combas, Fontanès, Montpezat, Saint-Côme-et-Maruéjols és Villevieille községekkel határos.

## Népesség
A település népessége az elmúlt években az alábbi módon változott:
| Lakosok száma | 406  | 460  | 545  | 683  | 840  | 851  | 871  | 877  | 883  | 932  |
|               | 1968 | 1982 | 1990 | 2006 | 2013 | 2015 | 2017 | 2019 | 2020 | 2022 |